# Významné ptačí území
Významné ptačí území (Important Bird Area) je chráněné území vyhlášené mezinárodním programem, který byl odstartován v roce 1987. Mezinárodní rada na ochranu ptáků (International Council for Bird Preservation – ICBP) tehdy oslovila evropské země, aby sestavily seznamy svých ornitologicky významných lokalit.

## Významná ptačí území v Česku
- Beskydy
- Bohdanečský rybník
- Broumovsko
- Bzenecká Doubrava – Strážnické Pomoraví
- Českobudějovické rybníky
- Českolipsko – Dokeské pískovce a mokřady
- Dehtář
- Doupovské hory
- Heřmanský stav – Odra – Poolzí
- Hlubocké obory
- Hostýnské vrchy
- Hovoransko-Čejkovicko
- Jaroslavické rybníky
- Jeseníky
- Jizerské hory
- Komárov
- Králický Sněžník
- Krkonoše
- Křivoklátsko
- Labské pískovce
- Lednické rybníky
- Libavá
- Litovelské Pomoraví
- Novodomské rašeliniště – Kovářská
- Novohradské hory
- Orlické Záhoří
- Pálava
- Podyjí
- Poodří
- Rožďalovické rybníky
- Řežabinec
- Soutok-Tvrdonicko
- Střední nádrž vodního díla Nové Mlýny
- Šumava
- Třeboňsko
- Údolí Otavy a Vltavy
- Vodní nádrž Nechranice
- Východní Krušné hory
- Žehuňský rybník – Obora Kněžičky